# Wittekind von Schalksberg
Wittekind von Schalksberg († 3. August 1383) war als Wittekind II. von 1369 bis 1383 Bischof von Minden.

## Leben
Wittekind entstammte dem Geschlecht der Herren vom Berge, die als Edelvögte im Mindener Land tätig waren. Sein Vater war der gleichnamige Wedekind von Schalksberg (*um 1300). Der Einflussbereich der Vögte erstreckte sich auf das Hochstift Minden, also den südlichen Teil des Bistums Minden. Nach ihrem Stammsitz Schalksburg nannten sich die Mitglieder der Familie auch „von Schalksburg“ oder „von Schalksberge“. Unter den Domherren im Mindener Domkapitel waren die Vögte vom Berge häufig vertreten. Wittekinds Bruder Otto folgte ihm 1369 als Bischof von Minden nach. Wittekind war einer der Letzten aus seinem Adelsgeschlecht, denn mit Tod seines Nachfolgers Bischof Otto III. erlosch das Geschlecht der Herren von Berge im Jahr 1398.